# Антони Марсиал
Антони Марсиал (на френски: Anthony Martial) е нападател от Франция и се състезава за гръцкия АЕК Атина. Роден е в град Маси на 5 декември 1995 г.  През 2015 г. печели наградата „Златно момче“, за най-добър футболист до 21 г. в Европа.
Юношеските му години започват в отбора на Лез Юли, където престоява цели 8 години. След това преминава в младежкия отбор на Лион, където започва и професионалната му кариера. След като не успява да се наложи в състава на Лион той преминава в отбора на Монако. Престоя му там е 2 сезона след което през 2015 г. преминава в отбора на Манчестър Юнайтед за сумата от 36 млн. британски лири, които потенциално могат да се покачат на 57.6 млн. Това е най-голямата сума, която е плащана за тийнейджър в историята на футбола по това време даже и без потенциалното увеличаване на цената.
Марсиал преминава през всички нива на младежките отбори на Франция. Прави дебют за националния отбор на Франция през 2015 г. Включен е в състава на Франция за Евро 2016.

## Клубна кариера

### Лез Юли и Лион
Марсиал започва кариерата си в младежките формации на Лез Юли. Отборът е известен с това, че тук са стартирали кариерите си легендите на френския футбол Тиери Анри и Патрис Евра. На 14-годишна възраст Марсиал преминава в отбора на Лион. Големият му талант започва да се забелязва след като отбелязва над 30 гола за отбора на Лион до 17 г. възраст. През сезон 2012/13, Марсиал успява да пробие в първия отбор на Лион, но наличието на голяма конкуренция на позицията му оставя възможност да вземе участие само в едва четири срещи.

### Монако
Огромният потенциал, който притежава Марсиал не е пропуснат от скаутите на Монако и така през 2013 г. той подписва с отбора за сумата от 5 млн. евро. Въпреки конкуренцията в атака най-вече на Радамел Фалкао, Марсиал успява да запише 11 мача във френската лига и да отбележи два гола, а отбора му завършва на второ място в Лига 1. Преминаването на Радамел Фалкао под наем в Манчестър Юнайтед позволява на Марсиал да се превърне в лидер на атаката на френския отбор. Успява да отбележи 9 гола и пропуска само три срещи в първенството за целия сезон. През този сезон Монако достигат до третото място в Лига 1 и играят четвъртфинал в Шампионската лига.
На 4 август 2015 г. Марсиал отбелязва първия си гол в Европа при победата на отбора си с 4 – 0 над швейцарския Йънг Бойс.

### Манчестър Юнайтед
На 1 септември 2015 г. Антони Марсиал подписва подписва договор за четири години с опция за удължаване с още една година с Манчестър Юнайтед за сумата от 35 млн. британски лири, а сумата потенциално може да се покачи на 56 милиона лири. По това време това е най-голямата сума плащана за тийнейджър в историята на футбола. Част от клаузите за активиране на по-голямата сума от пари са в период от 4 години Марсиал да отбележи 25 гола, да направи 25 мача за националния отбор на Франция или да спечели златната топка преди юни 2019 г. Размера на трансферната сума шокира специалисти и фенове и голяма част от футболния свят смята трансфера за лудост. Марсиал обаче много бързо опровергава всички критици с експлозивното начало на кариерата.

#### Сезон 2015 – 2016
Марсиал прави дебюта си на Олд Трафорд на 12 септември 2015 г. като смяна в 65-ата минута и 20 минути по-късно отбелязва красив гол за 3 – 1 срещу вечния съперник Ливърпул. Седмица по-късно започва титуляр и отбелязва два гола за победата с 3 – 2 като гости на Саутхамптън. На 23 септември в мач за купата на Англия срещу Ипсуич Таун, Марсиал отбелязва своя четвърти гол за клуба.
Страхотният му дебют е възнаграден със спечелване на приза на феновете за играч на месец Септември за 2015 г. Няколко дена по-късно печели и наградата за „гол на месеца“ за Септември за гола си срещу Ливърпул. И накрая получава и наградата за играч на месеца във висшата лига на Англия за Септември.
На 21 октомври в мач от груповата фаза на Шампионската лига срещу ЦСКА Москва, Марисал прави дузпа, която е спасена от Давид де Хеа. Малко по-късно отбелязва гол за равенството от 1 – 1.
Марсиал има ключова роля и в победата с 2 – 1 в полуфинала за ФА Къп на Уембли срещу Евертън. Той участва дейно и в двата гола като асистира за първия на Маруан Фелайни, а самия тоя отбелязва втория след асистенция на Андер Ерера.

#### Сезон 2016 – 2017
Сезон 2016/17 започва лошо за Марсиал. Въпреки че в началото е включен в стартовия състав на новия мениджър след няколко слаби мача и проблемите си в личния живот той губи позициите си. До края на 2016 г. обаче успява малко по-малко да възвърне доверието на мениджъра си. Отбелязва първия си гол за сезона срещу ФК Стоук Сити като влиза от скамейката. Няколко седмици по-късно отбелязва от дузпата в мача за Лига Европа срещу Фенербахче за победата с 4 – 1. Почти месец по-късно на 30 ноември в отговор на заплахите от Жозе Моуриньо за мястото му в отбора в мач за купата на Англия срещу Уест Хем, Марсиал отбелязва два гола при победата с 4 – 1, която праща червените дяволи на полуфинал в надпреварата.. До края на 2016 г. отбелязва още един гол и прави една асистенция.

## Национален отбор
Марсиал преминава през всички нива на младежкия футбол на Франция. Прави дебют за националния отбор на Франция на 4 септември 2015 г. като влиза резерва в приятелски мач срещу Португалия. На 11 октомври прави и първия си мач за петлите като титуляр срещу отбора на Дания. В този мач той прави асистенция на Оливие Жиру, който отбелязва откриващия гол.
Поради изключителното си представяне в клубния отбор през сезон 2015/16 Марсиал е включен в състава на Франция за Евро 2016, където играе главно в груповата фаза и печели сребърен медал.

## Личен живот
Марсиал е от гваделупски произход.. Има двама по-големи братя, които също са футболисти. Единият се казва Йохан, който играе като защитник във френския Троа, а другият Дориан играе в Лез Юли.
От 2012 до 2016 г., Марсиал има брак със Саманта Жаклине. Двамата имат дъщеря на име Тото Пейтон.

## Успехи

### Клубни
Манчестър Юнайтед
- FA Cup: 2015 – 2016
- Къмюнити Шийлд 2016

### Национален отбор
Франция
- Европейско: второ място на Евро 2016